# Lueng Keubeu
Lueng Keubeu is een bestuurslaag in het regentschap Bireuen van de provincie Atjeh, Indonesië. Lueng Keubeu telt 377 inwoners (volkstelling 2010).